# Kentaro Kakoi
Kentaro Kakoi (圍 謙太朗 Kakoi Kentaro?), född 23 april 1991 i Nagasaki prefektur, är en japansk fotbollsspelare.
Kakoi började sin karriär 2014 i FC Tokyo. 2017 flyttade han till Cerezo Osaka. 2018 blev han utlånad till Avispa Fukuoka. Han spelade 26 ligamatcher för klubben. Han gick tillbaka till Cerezo Osaka 2019. 2020 flyttade han till Matsumoto Yamaga FC.